# 地主神
地主神（じぬしのかみ、ぢぬしのかみ）は、日本の宗教（特に神道）における神の一類型である。「とこぬしのかみ」「じぬしがみ（ぢぬしがみ）」「じしゅのかみ（ぢしゅのかみ）」とも読まれる。

## 概要
日本の神道などでは、土地ごとにそこを守護する地主神がいる、とされている。土地は神の姿の現れであり、どんな土地にも地主神がいる、とする説もある。神社や寺院に祀られることが多く、その地主神は、その神社、寺院が建っている地域の地主神である。
古くは『古語拾遺』（9世紀成立）にあり、大地主神（おおとこぬしのかみ）が田を営むとある。『延喜式』（10世紀成立）では、神祗五（神祗編第五巻）二十二条にて斎宮祈年祭に関して地主神の記述があるほか、同巻六十条にて記述がある。
地主神への信仰の在り方は多様であり、荒神、田の神、客人神、屋敷神の性質がある地主神もいる。一族の祖先が地主神として信仰の対象になることもある。地主神を祀る（まつる）旧家からの分家に分祀されたり、屋敷の新設に伴い分祀されることもある。御神体も多様で、自然石、石塔、祠（ほこら）、新しい藁束、御幣（ごへい）などがある。祀る場所もまた多様で、神社、寺院のほか、丘や林の祠（ほこら）、屋敷、屋敷の裏山で祀り、一族の墓が神格化する地域もある。

## 地主神の例
新しい土地の開発に際し、その土地古来の神に許可を得るためや、封じ込めるために、地主神は祀られた。中世には、神社、寺院の建立の際、その土地古来の神を地主神としたり、鎮守社を新設して地主神とすることもあった。

### 主な地主神
大国主神（おおくにぬしのかみ）
葦原の中つ国（あしはらのなかつくに）の大地主神（おおとこぬしのかみ）とされている。
興玉神（おきたまのかみ）
興玉神は『神名秘書』に登場する。五十鈴川領域の地主神である。五十鈴（いすず）の大宮處（おおみやどころ）の地主神であり、土ノ宮（はじのみや）の外宮（げぐう）の地主神である。（土宮も参照）
興玉神はサルタヒコノカミ（猿田彦命）と同一という説がある。
サルタヒコノカミ（猿田彦命）
サルタヒコノカミは国土保全と豊穣にゆかりがありまた、別名が大土御祖神（おおつちみおやのかみ）であることから、サルタヒコノカミが地主の神であるとする説が根強い。そのことから、サルタヒコノカミが、地主神の総名であるという伝えが生まれた。
大織冠聖霊（藤原鎌足の霊）
奈良県の多武峯（とうのみね）の地主神。『多武峯略記』にて「右當寺」の「藤門大祖」として「大織冠聖霊」は登場する。奈良県の談山神社で祀られている。
日吉神
比叡山の地主神。
松浦山城守の霊
松浦山城守は地域豪族。愛媛県の北宇和郡津島町の地主大明神という社で祀られている。他に、北宇和郡の御槇村の地主大明神で祀られている。現在はどちらも合併で宇和島市津島町。
坂上田村麻呂
清水寺建立に関わったことにより、元は清水寺の鎮守社であった地主神社に祀られている。
穴守大神
羽田浦（現羽田空港）開墾の際、堤防上に地主神として稲荷大神を祀ったのが起源。

### 地主神を祀る神社、寺院
様々な神社、寺院で、様々な地主神が祀られている。
- 榎本神社
- 小菅神社 (飯山市)
- 金峯神社 (吉野町)
- 高原熊野神社
- 戸隠神社
- 飛行神社
- 大泉寺 (高島市)
- 法明寺 (豊島区)
- 明王院境内
- 大處神社 - 大地主神（おおとこぬしのかみ）を祀る（まつる）。
- 和田神社 (神戸市) - 摂末社の宮比社（みやびしゃ）で大地主神を祀る。

## その他
- 『古語拾遺』の記述として、「田を作る日に、牛肉を田人に食べさせた」とあり、肉食は否定していない。田作りに利用した動物を食べるという点は合鴨農法と同じであり、またウシの渡来自体は古墳時代以降とされる（「牛肉#歴史」参照）。